# リトル・レッド・ドット

シンガポール独立50周年を記念する「SG50」のロゴ。リトル・レッド・ドットの内側に文字が描かれている。

リトル・レッド・ドット（英: Little red dot）、または、レッド・ドット（The Red Dot）とは、世界地図やアジアの地図において、シンガポールが小さい赤い点で示されることに由来し、日常会話やメディアで使用されるシンガポールの愛称である。
1998年、第3代インドネシア大統領のユスフ・ハビビが、シンガポールを「レッド・ドット」と蔑称したことで広く知られるようになった。現在、リトル・レッド・ドットは、シンガポールという国家が、その物理的な制約にもかかわらず、成功を収めてきたという誇りをもって呼称される言葉となっている。
2015年、シンガポールの独立50周年記念のゴールデン・ジュビリーにおいて、リトル・レッド・ドットの内側に「SG50」と描かれたロゴが採用された 。

## 起源と経緯
リトル・レッド・ドットは、1998年8月4日付のアジア版のウォール・ストリート・ジャーナルに掲載された記事において、第3代インドネシア大統領のユスフ・ハビビによる、シンガポールを侮蔑する言葉として耳目を集め、広く流行した。ハビビは、シンガポールとは友好関係を感じないと述べつつ、地図を指さし「私にとっては当然だが、2億1,100万人もの人々がいる、この緑色のエリア全てはインドネシアである。そして、その赤い点（レッド・ドット）がシンガポールだ。」と語ったと報道された。この発言は、シンガポールを見下したものであると捉えられ、反発を招いた。
1998年8月23日、当時のシンガポール首相のゴー・チョクトンは、ナショナルデー・ラリーのスピーチで、ハビビの発言に反応した。ゴーは、インドネシアについて、1997年のアジア通貨危機を発端とするルピアの暴落、銀行のシステムの崩壊、経済の縮小、また、5月に中国系インドネシア人を標的とする暴動が発生したことに触れ「シンガポールは、その限られた力の範囲でインドネシアを支援する。我々は経済的には小国である。」と語り、さらに「所詮、300万人しかいない、地図上の単なる小さな赤い点（リトル・レッド・ドット）である。どこに2億1,100万人を助けられる力があろうか？」と続けた。
2003年5月3日の会議では、当時の副首相であるリー・シェンロンがハビビの発言について「このハビビの発言は、我々がとても小さく、とても弱い存在であることを鮮明に思い出させる価値のあるものであった。リトル・レッド・ドットは、すべてのシンガポール人の心に刻まれ、恒久的に使われる語彙の一部となった感謝すべき言葉である。」と語った。
2006年9月19日、ハビビは自らの1998年の発言について、シンガポールを貶める意図はなく、その小ささとの対比により、シンガポールの功績を強調する目的であったと記者団に説明した。発言は、インドネシアの青年団に「気合を入れる」ために、非公式の場で意見を述べたものであり、実際には「東南アジアの地図上では、あなた方（インドネシア）はとても大きく、シンガポールは単なる点に見える。だが、そこを訪れれば、ビジョンを持つ人々に出会う。」と語ったもので、何度も訂正を試みたが、非公式発言のため記録が残っておらず、申し出が受け入れられなかったと主張した。

## 用例

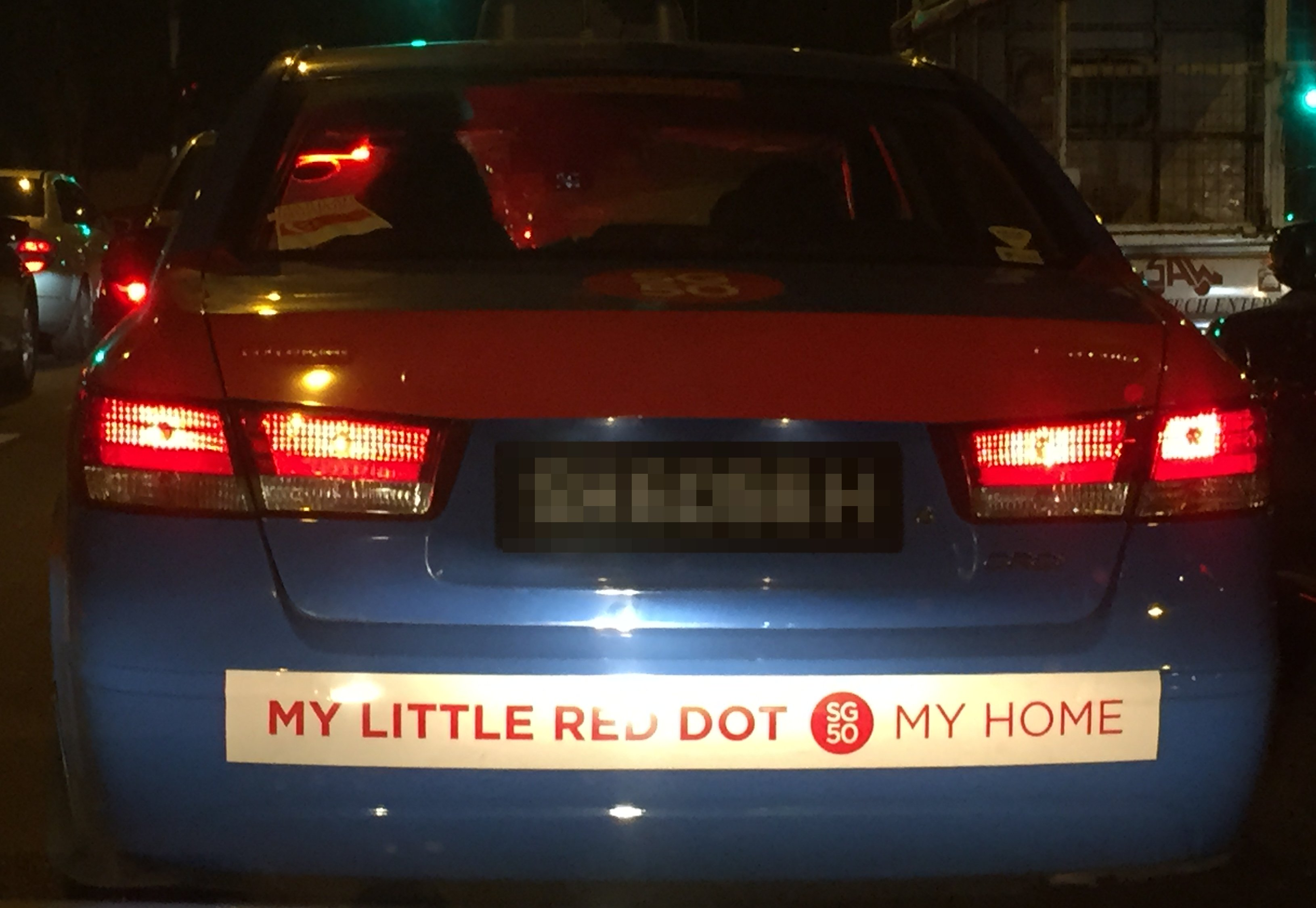
シンガポール独立50周年「SG50」記念ステッカーが貼られたタクシー。「マイ・リトル・レッド・ドット」&「マイホーム」のスローガンが記載されている。

リトル・レッド・ドットという言葉は、物理的な制限のある小国のシンガポールが、成功を収めてきたという誇りをもって呼称される言葉となっている。また、他には以下の用例がある。
- Little Red Dot - 『ザ・ストレーツ・タイムズ』が2005年に創刊した小学生向け雑誌[9]。
- The Little Red Dot - トミー・コー（英語版）とチャン・リーリンの編集による、シンガポールの外交官50名の視点からシンガポールの発展を考察する本のタイトル[10]。
- The Little Red Dot series - シンガポール政府組織のNexusが開発した小学校1年生、および2年生向けの絵本。テーマ別に4冊が刊行されている[11]。
- Little Red Dot Academy - 2004年にシンガポールで設立された航空業界の訓練とコンサルタントを行う会社[12]。
- Little Red Dots - 2004年設立のシンガポールを拠点とするアーティスト集団[13]。
- Treasures of the Little Red Dot - シンガポールの文化や身近なことに着想を得たデザインを開発するため、デザイン会社Creativeans（英語版）が開始したプロジェクト[14]。